# Giulio d'Este
Giulio d'Este (Ferrara, 13 de julio de 1478 -ibídem, 24 de marzo de 1561) fue el hijo ilegítimo de Hércules I de Este, duque de Ferrara.
Giulio d'Este y el cardenal Hipólito de Este, ambos hermanos de Alfonso I, albergaron rencores y tuvieron diferencias entre sí a lo largo de sus vidas. El 2 de enero de 1505, Ercole I, su padre, murió. Después de esto, Hipólito le arrebató a  Don Reinaldo, un músico apreciado por su padre, (el derecho a presumir del siglo XVI). Al parecer, Giulio luego 'se robó' al cantante del castillo donde Hipólito lo mantenía. Haciendo uso de su influencia sobre Alfonso, Hipólito se aseguró de que Giulio fuera exiliado de  Ferrara y puesto bajo arresto domiciliario.
Más tarde ambos se enamoraron de la misma mujer, Angela Borgia, prima de la duquesa de Ferrara Lucrecia Borgia. Esta doncella graciosa y muy cotizada eligió  a Giulio. Un día, declaró a  Hipólito: "Monseñor, los ojos [de Giulio] de su hermano valen más que toda su persona [Hipólito] ..." Si  antes estaba enojado, ahora Hipólito estaba furioso, por lo que planeó una emboscada.
Giulio estaba solo y no pudo hacer nada cuando el cardenal Hipólito ordenó a sus soldados tomar, apuñalar y matar a Giulio. La orden se cumplió parcialmente, ya que Giulio fue brutalmente golpeado y apuñalado en ambos ojos. Finalmente perdió la vista en un ojo y con visión borrosa en el otro.  A partir de ese momento comenzó a tramar la muerte de Hipólito y Alfonso, y para tener éxito unió  fuerzas con otro hermano, Ferrante, el cual quería eliminar al duque y tomar su lugar.
La conspiración se llevó a cabo torpemente: los conspiradores trataron de matar a Alfonso I en cuatro ocasiones diferentes con dagas envenenadas. En dos ocasiones perdieron a Alfonso, y en otras dos ocasiones fueron demasiado cobardes para matar a su propio hermano. Hipólito pronto descubrió su trama: todos los aliados de los dos perpetradores fueron condenados a muerte, mientras que para ellos, la pena fue reducida a cadena perpetua en las mazmorras del castillo de Este.
En 1506 los dos fueron encerrados en la prisión del castillo. Ferrante murió en la cárcel años más tarde a los 63 años. Giulio fue puesto en libertad por  el nieto de Alfonso, Alfonso II, 53 años después de ser encarcelado. Nunca durante ese tiempo, fueron visitados por los miembros de la familia.
Se encuentra enterrado en el Monasterio del Corpus Domini, en Ferrara.